# Mazda 6
La Mazda 6 è un'autovettura berlina prodotta dalla casa automobilistica giapponese Mazda dal 2002 al 2024. Venduta come Mazda Atenza nei mercati asiatici la vettura ha sostituito la Mazda 626. Nel 2012 è giunta la terza generazione.

## Prima serie (2002-2008)
Anticipata dall'omonima concept car esposta al Salone dell'automobile di Tokyo nel 2001 la Mazda 6 debutto l'anno seguente introducendo una nuova filosofia di design che caratterizzerà tutti i modelli che debutteranno in seguito come la 3 e la 5. Realizzata sulla piattaforma della Ford Mondeo seconda serie utilizza sospensioni anteriori configurate come Quadrilateri alti deformabili con molle elicoidali mentre al retrotreno ritroviamo il classico schema Multilink a bracci multipli. Le doti stradali di buon livello vengono garantite dalla presenza di un impianto frenante a quattro freni a disco autoventilati e dalla presenza dei controlli di stabilità, di trazione e dell'ABS.
La prima serie è nota anche come Progetto GG.
La carrozzeria berlina con quattro porte è stata la più apprezzata nei mercati asiatici e statunitensi mentre in Europa e soprattutto in Italia la versione station wagon ha goduto di un ottimo successo commerciale grazie al notevole spazio interno e alla flessibilità dell'abitacolo. Nei mercati australiani ed europei è stata commercializzata riscuotendo un buon successo commerciale la versione berlina dotata del portellone posteriore (Mazda 6 Sport Tourer), che si confrontava con Opel Vectra GTS, Ford Mondeo 5 porte e Škoda Octavia.
Alcuni dei suoi pregi erano l'affidabilità e il design sportivo. Per quanto riguarda la sicurezza automobilistica la vettura è stata sottoposta due volte ai crash test Euro NCAP totalizzando, sia nel 2003 che nel 2005 il punteggio complessivo di 4 stelle.

### Facelift 2005

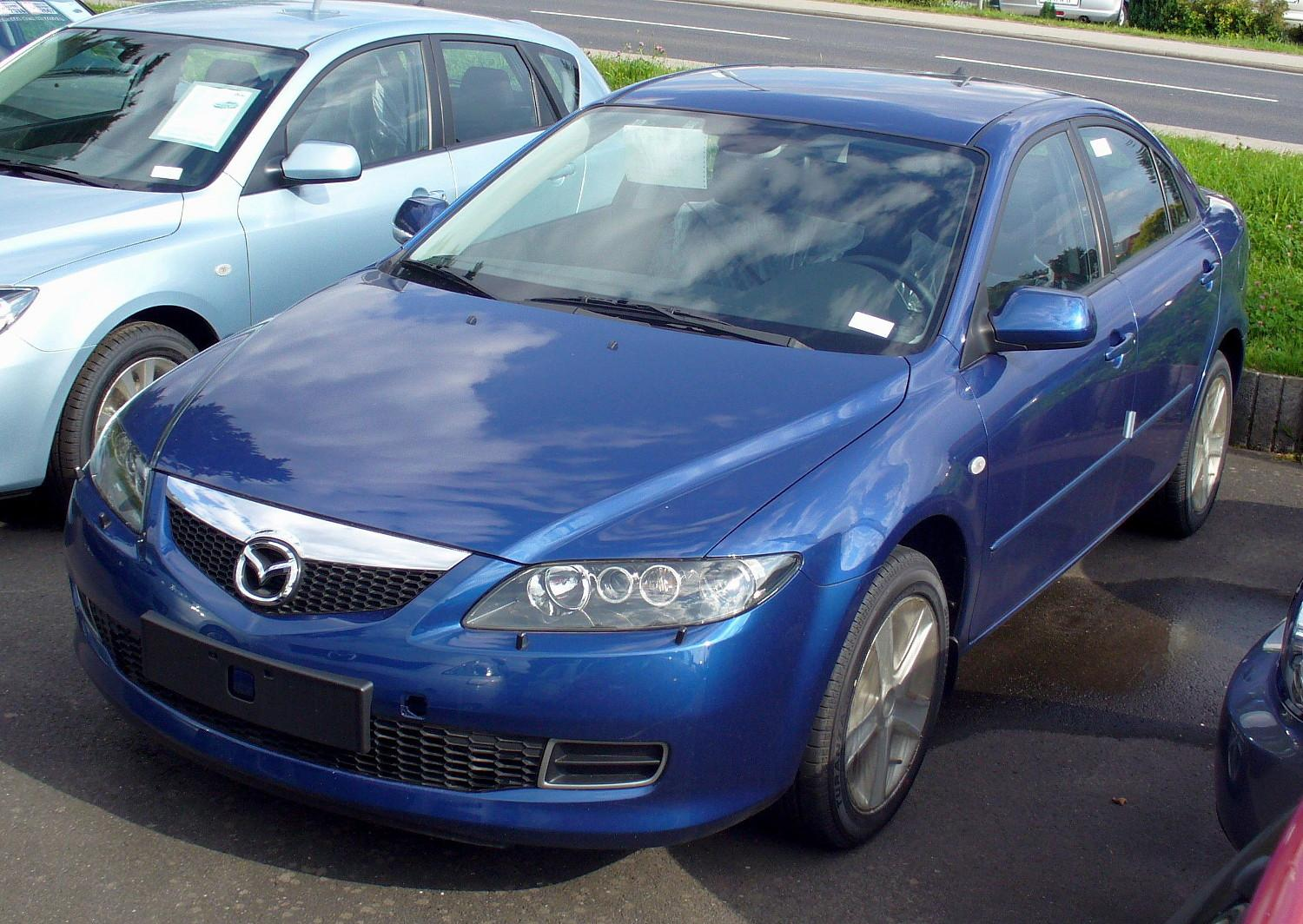
Il frontale della 6 dopo il facelift del 2005.

Nel 2005 la vettura ha subito un restyling; i segni del rinnovamento, per quanto riguarda l’esterno, erano concentrati in: nuova mascherina frontale, fari anteriori con l’interno scuro, nuovo disegno del paraurti anteriore, fari posteriori con cromatura leggermente più scura e nuovi design dei cerchi.
All’interno, i rinnovamenti consistevano in: lievi modifiche al disegno della strumentazione, nuovo disegno della console centrale grigio scuro (o piano black per alcune versioni prodotte a fine serie), nuovo disegno dei pannelli porta e dei sedili. Con il restyling viene introdotto il sistema keyless con chiave intelligente.
Migliorata la qualità delle plastiche interne e dei montaggi. Tra i motori venne introdotto il 2 litri turbodiesel potenziato a 143 cavalli e 360nm di coppia.
A marzo del 2006 viene raggiunto il milione di esemplari di Mazda 6.

### Mazda 6 MPS (GG)
La MPS è stata la versione più sportiva e potente realizzata dalla 6. Commercializzata in America come Mazdaspeed6 e in Asia come Mazdaspeed Atenza, a seconda dei mercati la vettura possedeva differenti impostazione del telaio e diversa taratura delle sospensioni. In particolare in Europa la vettura risultava equipaggiata con il propulsore 2.3 MZR Turbo a benzina con iniezione diretta DISI da 260 cavalli utilizzato anche dalla 3 MPS. le sospensioni anteriori e posteriori erano molto più rigide rispetto alle versioni americane equipaggiate con il medesimo motore 2.3 ma potenziato a 274 cavalli. Le versioni asiatiche erano dotate del 2.3 Turbo da 272 cavalli.
Per tutte le versioni la trazione integrale permanente AWD era abbinata ad un cambio manuale a 6 rapporti. La coppia massima dichiarata corrispondeva a 380 Nm mentre lo scatto da 0 a 100 km/h era in 6,2 secondi. Questa versione, prodotta esclusivamente come berlina, è stata introdotta nel 2005 ed è uscita di produzione nel 2007.

### Assemblaggio
La 6 GG venne prodotta principalmente negli stabilimenti Mazda di Hōfu e Hiroshima in Giappone dalla quale venivano importati gli esemplari europei. Grazie ad un accordo effettuato con il gruppo cinese FAW la vettura venne assemblata anche in Cina per il mercato locale. Negli Stati Uniti la 6 è stata prodotta dalla AutoAlliance International negli stabilimenti Ford di Flat Rock (Michigan), gli esemplari destinati al Sud America venivano prodotti in Colombia (presso Bògota) mentre in Thailandia (Rayong) venivano prodotti per il mercato locale.

### Motorizzazioni e trasmissioni
La gamma motori europea era composta da due motorizzazioni benzina e due turbodiesel; al debutto i propulsori disponibili erano il 2.0 MZR 16V da 141 cavalli di origine Ford che equipaggia anche le Focus e un 2.3 MZR 16V da 166 cavalli a cui si aggiunse nel 2005 anche la variante turbocompressa da 260 cavalli per la versione MPS e alla fine dello stesso anno si aggiunse anche il 1.8 a benzina. Il cambio per il motore 1.8 era un manuale a 5 rapporti mentre per le motorizzazioni più grandi era offerto di serie un manuale a 6 rapporti (in opzione per il 2 litri un automatico a 5 rapporti sequenziali).
I turbodiesel (siglati MZR-CD) erano due motori 2 litri rispettivamente con 121 e 136 cavalli inizialmente privi di filtro antiparticolato e omologati Euro 3, in seguito la casa rese disponibile il filtro abbinato all'omologazione Euro 4. Con il restyling del 2005 il motore da 136 cavalli venne potenziato a 143 CV e venne riomologato secondo i parametri Euro 4. Il cambio era un manuale a 5 o 6 rapporti (quest'ultimo per il 2.0 MZR-CD più potente).
Esclusiva per il nord America era la versione equipaggiata con la motorizzazione 3.0 V6 con 24 valvole da 220 cavalli (motore prodotto dalla Ford) abbinato ad una trasmissione automatica a 5 rapporti. In Giappone la Mazda 6 2.3 era disponibile anche in versione a quattro ruote motrici abbinate al cambio automatico a 4 marce.

## Seconda serie (2008-2013)

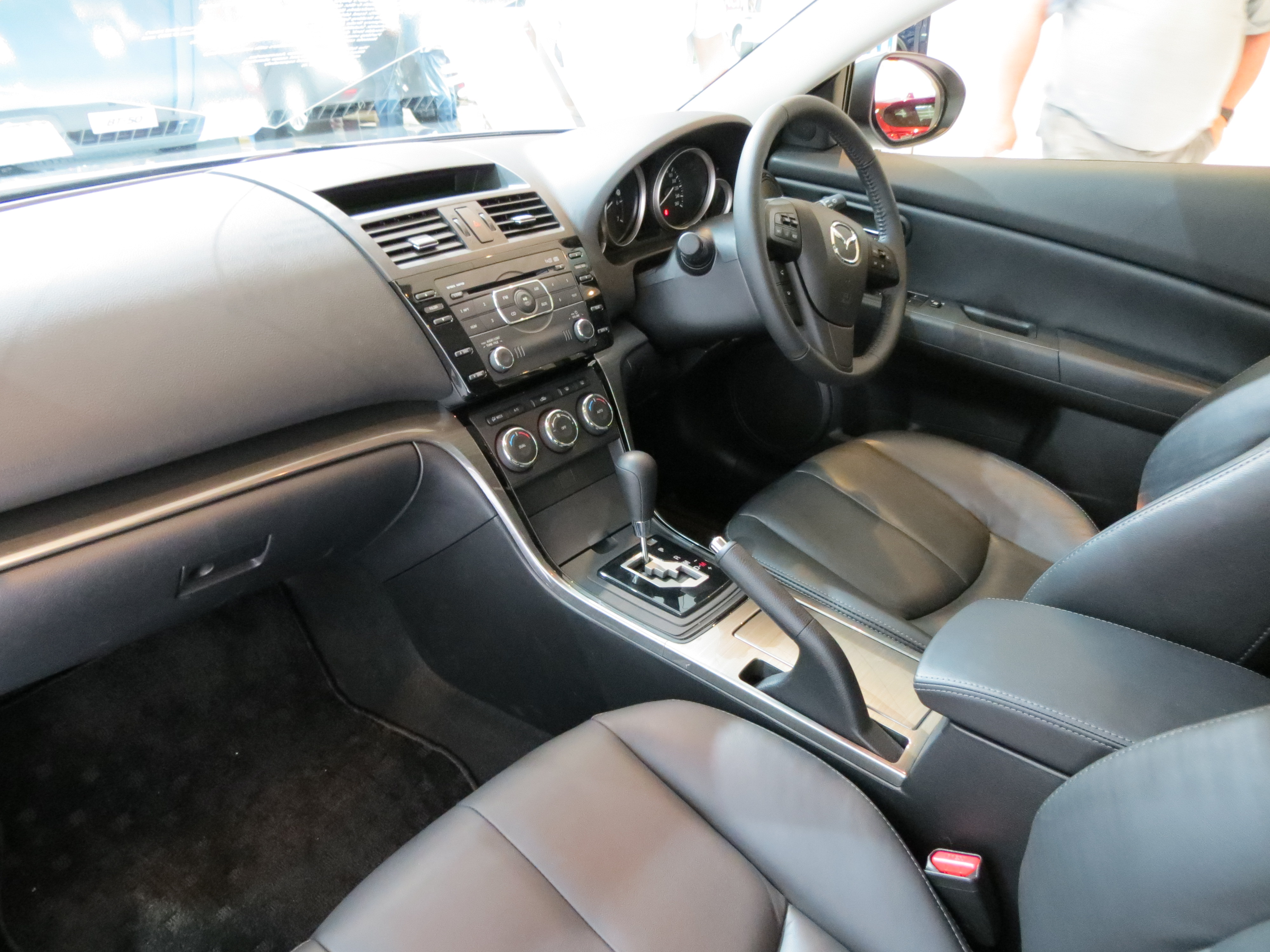
Interni

Presentata ufficialmente al Salone dell'automobile di Francoforte 2007, è entrata in commercio all'inizio del 2008 in Europa e nella seconda metà del 2008 in Nord America. La piattaforma totalmente nuova sarà condivisa con la Ford Mondeo terza serie. Il design evoluzione della precedente generazione sarà caratterizzato da curve abbinate a prese d'aria taglienti per un risultato molto aerodinamico e piacevole.
La carrozzeria configurata sempre nelle versioni berlina a 4 e 5 porte oltre alla station wagon, dispone di inedite fanaleria posteriore a Led. Il peso complessivo della vettura è stato ridotto in media di una trentina di chilogrammi. Gli interni totalmente nuovi mostrano materiali di elevata qualità abbinati a rifiniture in alluminio. L'andamento della plancia presenta un quadro principale nella zona centrale con uno schermo a cristalli liquidi che ospita le informazioni principali relative alla vettura.
Tra le innovazioni tecnologiche spicca il sistema Welcome Mode Illumination che accende in successione la strumentazione ed i comandi audio oltre al nuovo filtro attivo antiparticolato di serie per le motorizzazioni turbodiesel. Nella zona posteriore dell'abitacolo è stato rivisto il sistema Karakuri per l'abbattimento dei sedili posteriori che incorpora un'inedita mensola rivestita copribagaglio scomponibile.
La sicurezza è stata garantita dalle 5 stelle Euro NCAP ottenute da un crash test effettuato nel corso del 2009. La seconda serie è nota come Progetto GH.
La vettura esce di scena nella prima metà del 2013.

### Motorizzazioni e trasmissioni
Tra i motori con la nuova serie viene introdotto un nuovo 2,5 litri a benzina derivato dal precedente 2,3 litri. Capace di 170 cavalli è abbinato al cambio manuale a 6 marce. Tra i diesel debuttano i nuovi 2.2 MZR-CD prodotti in Giappone dalla Mazda disponibili negli step di potenze da 163 e 185 cavalli, omologati Euro 4 e con Filtro DPF di serie. Rinnovato anche il piccolo 2.0 MZR-CD ora con 140 cavalli ma con emissioni e consumi ridotti. Nel 2010 viene introdotta la nuova serie di 6 MPS equipaggiata con motore 2.5 MZR Turbo DISI da 280 cavalli.
| Modello            | Disponibilità | Motore                       | Cilindrata cm³ | Potenza         | Emissioni CO2 (g/Km) | Trasmissione                 | 0–100 km/h (secondi) | Velocità max (Km/h) | Consumo medio (Km/l) |
| 1.8 MZR 16V        | dal debutto   | 4 cilindri in linea, Benzina | 1.798          | 88 kW (120 CV)  | 159                  | cambio manuale 5 rapporti    | 11,3                 | 200                 | 14,9                 |
| 2.0 MZR 16V        | dal debutto   | 4 cilindri in linea, Benzina | 1.999          | 108 kW (147 CV) | 166                  | cambio manuale 6 rapporti    | 9,9                  | 214                 | 14,3                 |
| 2.0 MZR 16V auto   | dal debutto   | 4 cilindri in linea, Benzina | 1.999          | 108 kW (147 CV) | 181                  | cambio automatico 5 rapporti | 10,8                 | 210                 | 12,7                 |
| 2.5 MZR 16V        | dal debutto   | 4 cilindri in linea, Benzina | 2.488          | 125 kW (170 CV) | 192                  | cambio manuale 6 rapporti    | 8,0                  | 220                 | 12,3                 |
| 2.0 MZR-CD 16V 140 | dal debutto   | 4 cilindri in linea, Diesel  | 1.998          | 103 kW (140 CV) | 147                  | cambio manuale 6 rapporti    | 10,5                 | 204                 | 17,9                 |
| 2.2 MZR-CD 16V 163 | dal 2009      | 4 cilindri in linea, Diesel  | 2.184          | 120 kW (163 CV) | 147                  | cambio manuale 6 rapporti    | 9,0                  | 212                 | 18,2                 |
| 2.2 MZR-CD 16V 185 | dal 2009      | 4 cilindri in linea, Diesel  | 2.184          | 136 kW (185 CV) | 149                  | cambio manuale 6 rapporti    | 8,3                  | 218                 | 17,9                 |

## Terza serie (2012-2024)
Anticipata dalla concept car Takeri al Motor Show di Tokyo 2011, la terza generazione di Mazda 6 è stata presentata ufficialmente nell'agosto 2012 al Salone Internazionale dell'Auto di Mosca. In questa generazione non è più disponibile la configurazione berlina a 5 porte, mentre rimangono disponibili quelle a 4 porte e quella Station wagon.
Il suo design è frutto del family feeling Mazda denominato "KODO design" ed è stato ben accolto dal pubblico, tanto da risultare una finalista del concorso "2013 World Design Of The Year". 

### Restyling 2016

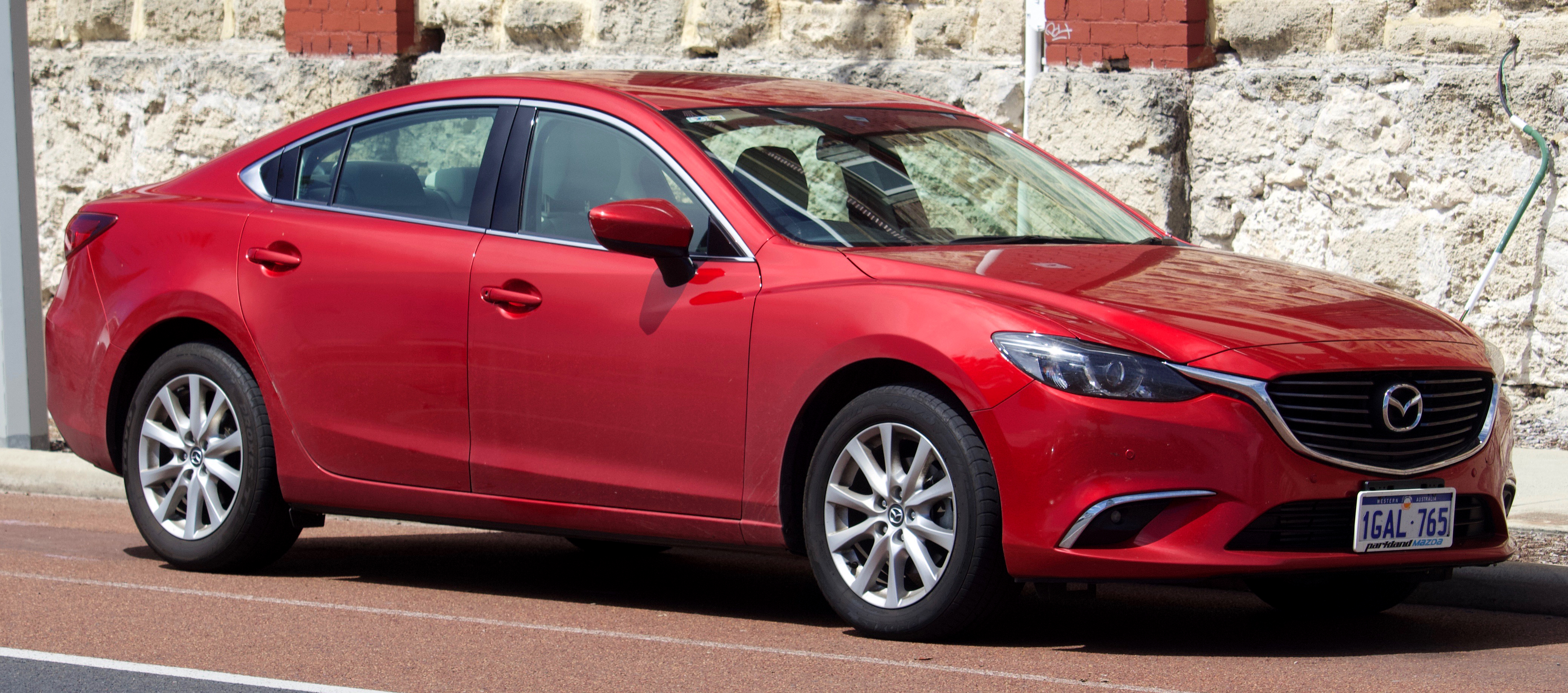
Mazda 6 restyling del 2016

Al Salone Internazionale di Los Angeles nel 2014 è stata presentata una versione lievemente aggiornata, il MY16, con il quale viene introdotto il nuovo sistema di infotainment denominato MZD Connect e utilizzato a partire dalla terza generazione di Mazda 3 (display TFT passato da 5,8" a 7"), oltre a sostanziali modifiche nel design degli interni e migliorie per quanto riguarda il comfort acustico e piccole modifiche estetiche, ossia l'introduzione di una nuova griglia frontale a linee orizzontali, un fregio cromato intorno alla cornice dei fari fendinebbia, l'introduzione di fari full LED adattivi sia anteriormente che posteriormente e nuove colorazioni disponibili.

### Aggiornamento 2018

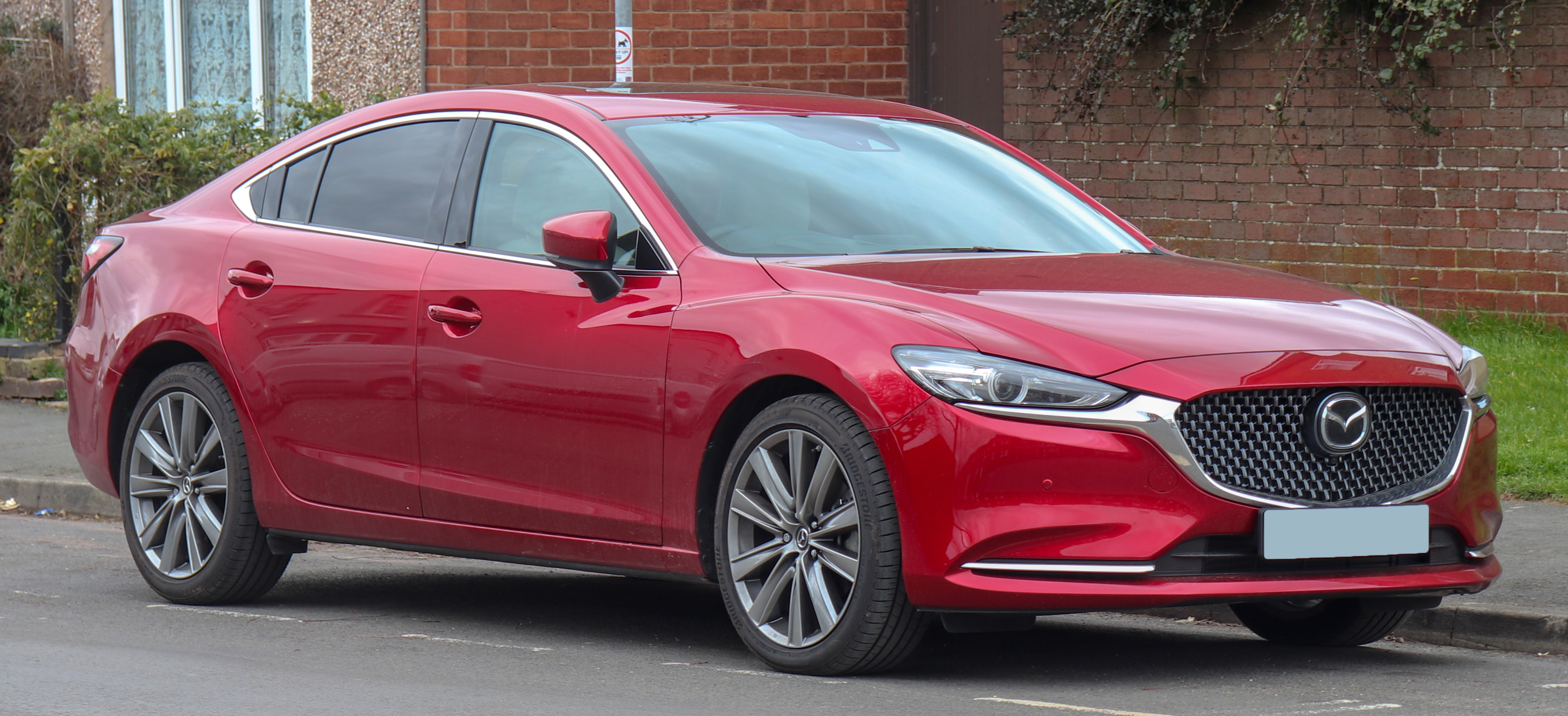
Mazda 6 aggiornamento del 2018

Un aggiornamento di metà ciclo per la Mazda 6 nel 2018, è stato presentato a novembre 2017 al Salone Internazionale di Los Angeles. Le modifiche alla Mazda6 2018 includono il nuovo frontale  davanti, nuovo design per i cerchi in lega di alluminio, tecnologie di assistenza alla guida i-Activsense standard su tutti i livelli di allestimento, nuovi tessuti e rivestimenti interni e due nuovi livelli di allestimento, Grand Touring Reserve e Signature.
Mentre gli allestimenti Sport e Touring ricevono il motore a benzina Skyactiv I4 da 187 cavalli (190 CV; 139 kW) precedentemente disponibile, le finiture Grand Touring, Grand Touring Reserve e Signature ricevono un motore a benzina I4 turbo Skyactiv da 2,5 litri che produce (230 CV; 169 kW).